# Vimyren
Vimyren är ett naturreservat i Torsby kommun i Värmlands län.
Området är naturskyddat sedan 1996 och är 167 hektar stort. Reservatet omfattar i södra delen vattendraget Östra Jolen med Storflån och våtmarker kring dessa och i övriga delen av mindre myrmarker och skog. Reservatet består av barrskog och sumpskog.